# Косівська мальована кераміка
Ко́сівська мальо́вана кера́міка — традиційний народний гуцульський промисел, один з різновидів української кераміки. Відома своїми гончарними виробами: різноманітним посудом, дитячими забавками, сувенірами, пічними кахлями, декоративними плитками. Вирізняється складною технологією виготовлення та особливими малюнками. Традиційно до косівської кераміки включають також кераміку села Пістинь, яка нічим не відрізняється від косівської.
Місто Косів знаходиться на межі етнокультурних регіонів Покуття та Гуцульщина, гуцули з навколишніх сіл приходили до міста на ярмарки і продавали тут свої ремісничі вироби. Тому іноді косівську кераміку називали гуцульською або покутською.
12 грудня 2019 року Косівську мальовану кераміку внесено до Репрезентативного списку ЮНЕСКО нематеріальної культурної спадщини людства.

## Історія
Околиці Косова Івано-Франківської області багаті на глину та білий кремнеземний пісок, тож гончарство тут розвивалось з давніх часів. Становлення гуцульської кераміки відбувалося з XV ст., але найвідомішою стала косівська кераміка, що отримала свою назву від місця її створення. У багатьох селах Гуцульщини основним ремеслом було гончарство, що дозволило місцевим майстрам швидко розвинутись та набути свого особливого, унікального стилю. Цей стиль розвивався, утворюючи нові види техніки виготовлення та розпису.
Гуцули створили у басейні верхів’я Пруту самобутню регіональну культуру, яка складається з унікальних ремесел, таких як кераміка, різьблені та дерев’яні вироби з інкрустацією, різноманітні тканини та металеві вироби, а також музичні інструменти та народні традиції.

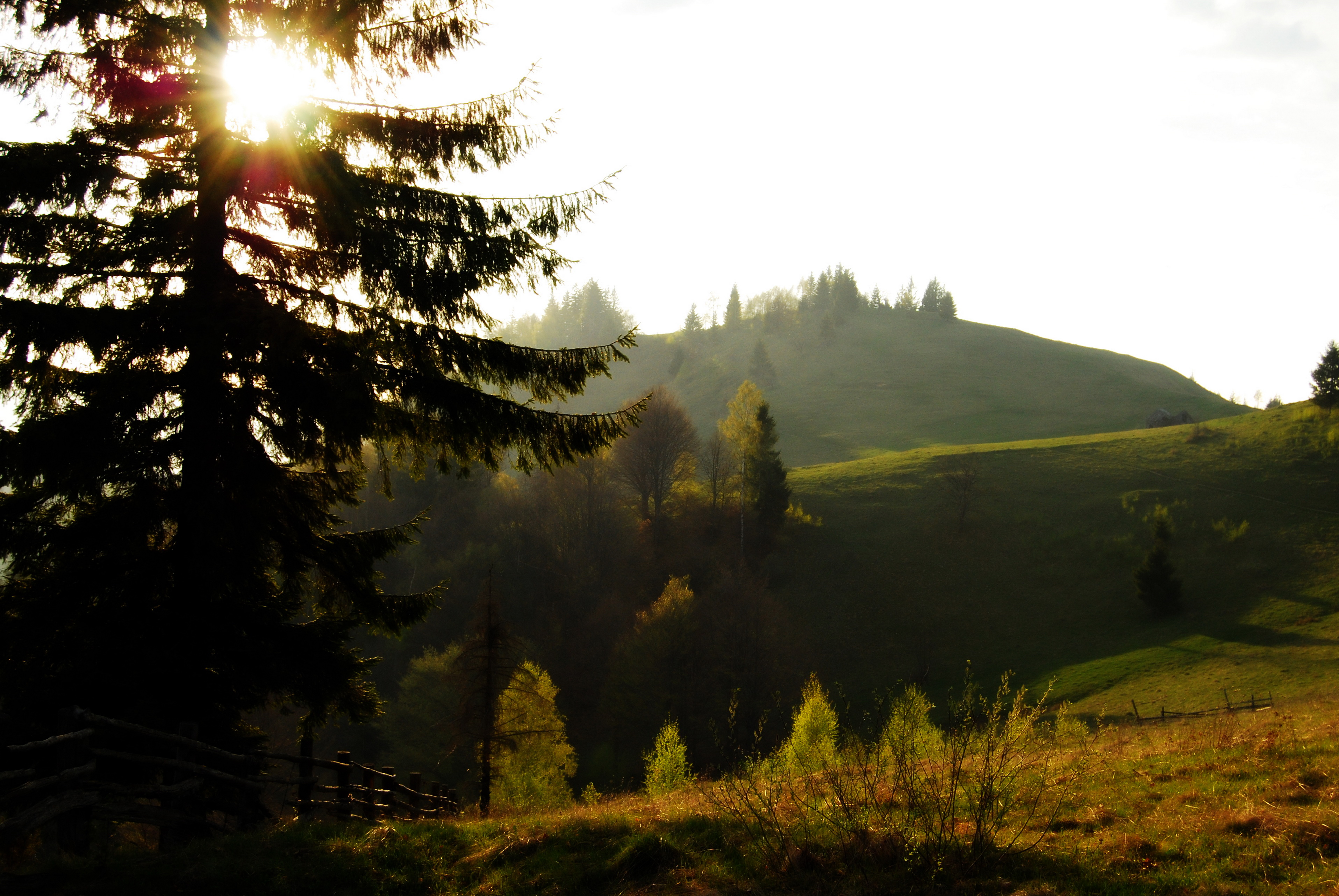
Косівщина

Гуцульські майстри виробляли горщики, глечики, миски, горнятка — весь необхідний домашній посуд. Але ужитково-декоративна кераміка, якою ми знаємо її сьогодні, набула свого розвою наприкінці XVIII — на початку XIX ст. Це були здебільшого підсвічники та кахлі. Кахлеві печі косівського виробництва охоче ставилися не лише на Гуцульщині, а й у Румунії та Угорщині. Найдавніші косівські кахлі зберігаються у музеях Бухареста та Відня. Гончарні вироби оздоблювались поливянними малюнками різного виду: стилізованими зображеннями квітів, дерев, тварин (коня, оленя, ведмедя, птахів), різноманітних людських типів (мисливець, вояк, поштар, музика тощо), святих (найчастіше св. Юрій та св. Миколай). Нерідко на кахлях змальовували цілі побутові сценки (полювання, музикування, ін).
Імена гончарів XVIII ст. залишаються невідомими, але наприкінці XIX ст. в Косові було близько 20 гончарів. Найвидатнішим з них був Олекса Бахматюк (у пол. джерелах Aleksander Bachmiński, Bachmatnik), який жив у 1820—1882 роках. Його вироби були помічені вже під час виставки у Львові 1877 року. На етнографічній виставці в Коломиї 1880 року представлені ним керамічні вироби зацікавили цісаря Франца-Йосифа, який не лише придбав у нього кахляну піч для Шенбрунна, а й дав «значну грошову пожертву». Народна традиція зробила з Бахматюка мудреця, який «знав усе», але через заздрість алхіміка приховував свою мудрість від людей.
Петро Баранюк (пол. Piotr Baranowski) був художником, який конкурував з Бахматюком. Інші наслідували стиль творів Бахматюка чи Баранюка. Деякі гончарі виготовляли неполіровану кераміку або кераміку, прикрашену простими геометричними візерунками.

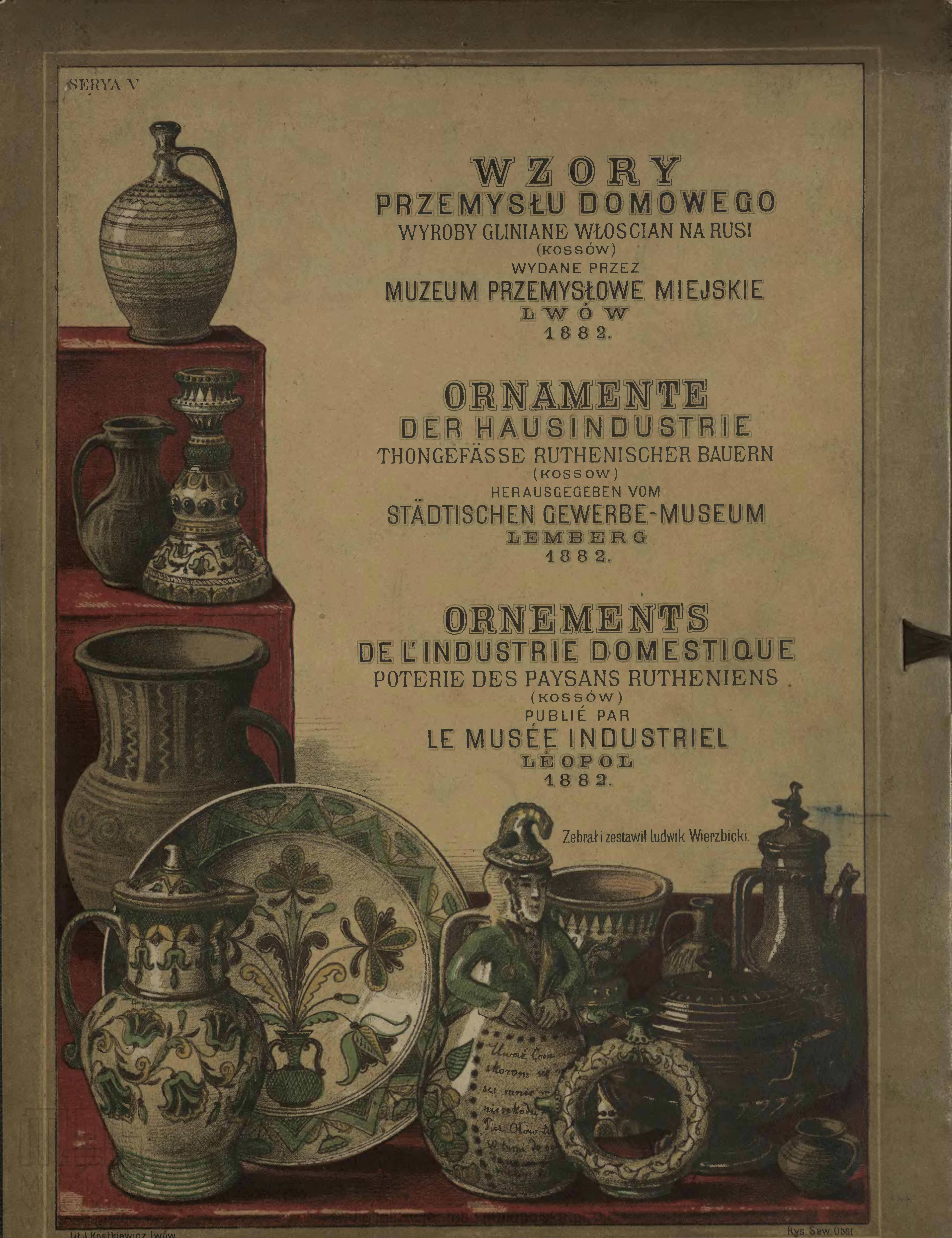
Обкладинка книги Глиняні вироби селян на Русі: Косівський посуд

Наприкінці XIX ст., з ініціативи Людвіка Вержбіцького, який був співзасновником і віце-президентом Промислового музею у Львові, ця установа випустила серію альбомів під назвою «Візерунки домашньої промисловості на Русі» (пол. Wzory przemysłu domowego na Rusi). Одна з них — «Глиняні вироби селян на Русі — (горщики з Косова)» — містила літографії, на яких зображені вироби гончарів Косова. Вони надійшли як із колекції Промислового музею, так і зі збірки Музею Дідушицького. Альбоми видані накладом 300 примірників, частину з яких розіслали по музеях. «Візерунки» також використовувалися галицькими промисловими школами для підтримки та популяризації зникаючих ремісничих традицій.
Після того, як радянська влада знищила приватних майстрів, створена 1922 року спілка «Гуцульське мистецтво» знайшла своє продовження в артілі ім. Т. Г. Шевченка. Згодом також утворилася фабрика «Гуцульщина» та художні майстерні Художнього фонду УРСР.
В 1957 році Г. і М. Розщиб'юки стали ініціаторами організації виробництва кераміки у новоствореному гончарному цеху фабрики художніх виробів ім. Т. Г. Шевченка.
В 1959 році в Косівському училищі прикладного мистецтва (тепер КДІПДМ ЛНАМ) було відкрито відділ художньої кераміки. В основу його специфіки покладено кращі досягнення мистецького спадку гончарства Косова, Пістиня та Кутів.
У 1960 році у Косові організований Художній Фонд УРСР при Спілці художників. У 1968 році організовано художньо-виробничий комбінат Художнього Фонду УРСР.
Починаючи з 1981 р. на базі Івано-Франківської Спілки художників утворилась Косівська організація Спілки художників, що дало змогу митцям працювати окремо, маючи свої осередки.

## Особливості технології
Кераміка, декорована характерним для гуцулів способом, називається напівмайолікою.
Техніка виготовлення Косівської кераміки — «ритування» або «гравіювання» — це розпис покритого білою глиною і підсушеного виробу. Після першого випалювання у гончарній печі на виріб наноситься розпис зеленою, коричневою, жовтою, рідше синьою фарбами (білої глазурі ніколи не було, лише білий ангоб — до випалювання). Виріб покривається прозорою глазур'ю і випалюється вдруге. Така техніка є унікальною і єдиною у світі.
На глині майстри фактично малюють історію краю. Використовують лише три кольори: зелений, жовтий, коричнево-червоний і зрідка додають сині вкраплення. Білий або кремовий колір фону є поверхнею для орнаменту. Традиційно використовується свинцева глазур, яка в процесі випалу набуває жовтуватого кольору залежно від фону.
У декоративному оздобленні керамічних виробів відображається рослинний і тваринний світ, жанрові композиції з міфологічною, релігійною й побутовою тематикою, сцени праці та свят, звичаїв та обрядів гуцулів. Геометричний орнамент, що вільно й легко лягає на форму виробів, підкреслює їх об'єми. Легкість малюнка не заважає сприймати пластику форм, орнаменти й сюжетно-тематичні композиції неповторні. Майстер ретельно вимальовує кожен елемент за власним стилем і колоритом. Ще Косівську кераміку відрізняють «фарбові сльозинки» — невеличкі патьоки фарби.

### Приклади створення тарілки
1: Спочатку формується виріб із глини. Готова форма висихає протягом доби. Далі вона вкривається білим тлом і знову сушиться. Орнаменти наносяться у притаманній для косівської кераміки техніці ритування. Окремі елементи заповнюються коричневим ангобом (фарба на основі рідкої глини природного кольору або забарвленого пігментом). Утильний випал проводиться під температурі 900—950 °C. Далі орнаменти розмальовуються підполив'яними фарбами жовтого і зеленого кольорів. Деякі майстри вкраплюють подекуди синій колір, який пожвавлює і надає виробу холоднуватого відтінку. Втім, робиться це вкрай обережно, щоби не спотворити традиційної зеленкуватої гами. Зверху виріб вкривається прозорою глазур'ю і ставиться в піч на глазурований випал при температурі 950—1000 °C.
2: Посудина просушується, доки на ній не залишиться чітких слідів. Потім її обмазують білою фаянсовою глиною і стилосом наносять візерунки. На прикрашену частину наносять мати-й-мачуху, а місця, які мають бути коричневими, пензликом покривають вохрою (глиною, забарвленою оксидом заліза). Після висихання посудину обпалюють. Після випалу на позначені грифелем місця наносять жовтий і зелений кольори, потім глазурують і знову випалюють. Для топлення використовується спеціальна піч з димарем, яка могли бути з цегли, але найчастіше їх робили з річкового каміння, обмащеного зсередини глиною.

## Сучасність

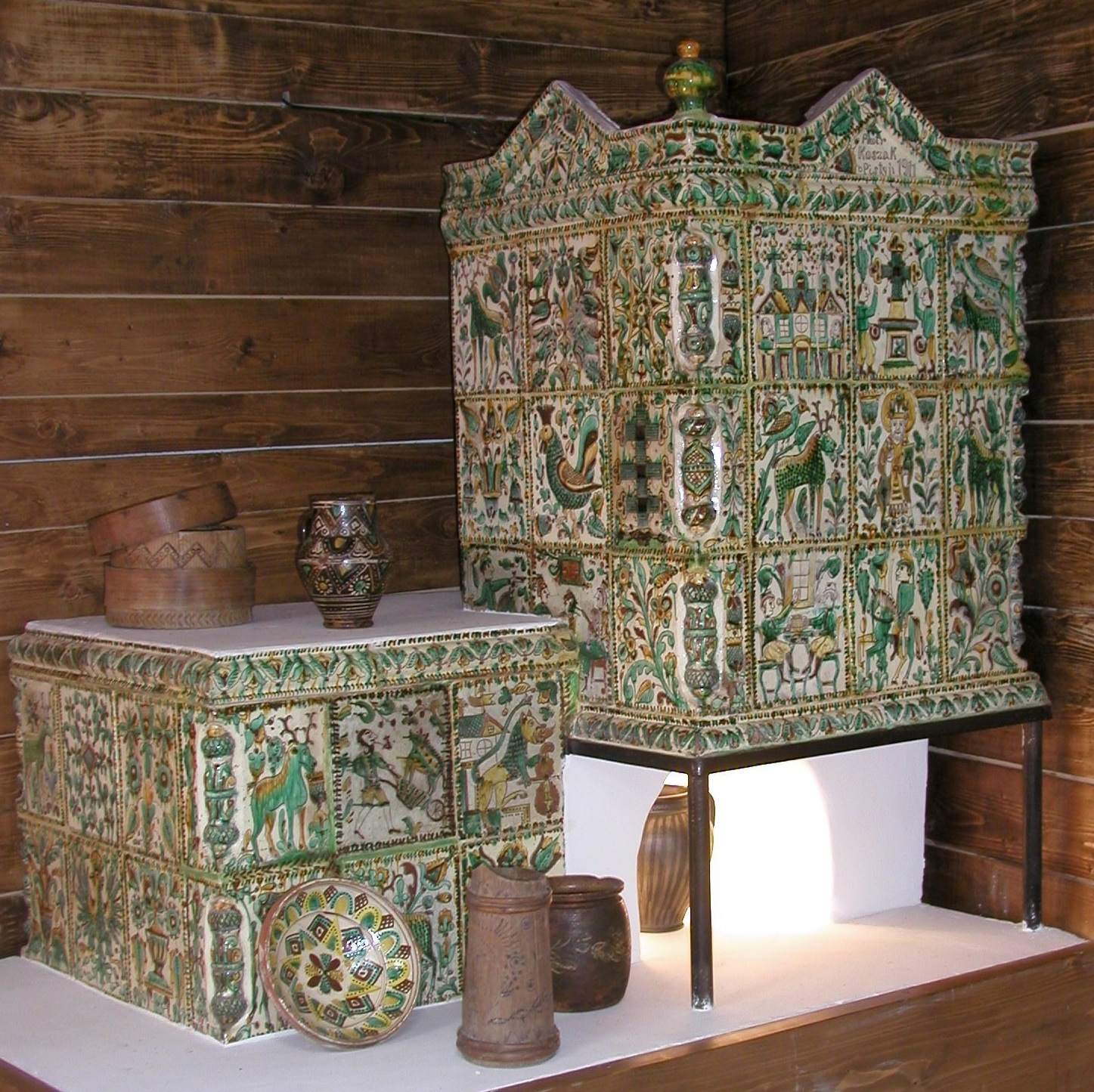
Кахлі Петра Кошака у Музеї писанкового розпису, Коломия

У 1990-х роках кераміка як мистецтво вижила завдяки цеховому виробництву при Косівській регіональній організації Національної спілки художників України (голова Іван Кочержук).
Кафедра декоративно-прикладного мистецтва Косівського інституту забезпечує безперервність поколінь майстрів та носіїв та несе особливу відповідальність за підтримку традиції, зберігаючи традиційний технологічний цикл (гончарні колеса, глина, інструменти та гончарні печі).
Популяризуючи кераміку задля обґрунтування заявки до ЮНЕСКО, місцеві майстри провели інформаційну кампанію, розробили рекламу, фотоілюстрації, відеофільм тощо.
Підтриманням традиції займаються БО «Благодійний фонд „Автентика Гуцульщини“», Косівська регіональна організація Національної спілки художників України, відділ культури Косівської РДА, Косівський інститут прикладного та декоративного мистецтва ЛНАМ, Вербовецька сільська рада, Національний природний парк «Гуцульщина» та інші організації.
Розвивається малий бізнес місцевих гончарів. Найвідоміші творчі майстерні Косова: Валентини Джуранюк, Уляни Шкром'юк, подружжя Романа та Людмили Якібчуків, подружжя М. і Г. Трушиків, Юрія Стрипка, Василя Стрипка, Петра Данчука, подружжя М. та М. Скорецьких, Надії Вербівської, Григорія Колоса, Ірини Заячук-Серьогіної.
У 2019 році в Косові було близько 70 гончарів. Багато з них закінчили місцевий інститут, який є філією Львівської академії образотворчого мистецтва. Більшість із них працюють у власних майстернях, а деякі (близько 20) у керамічній майстерні Косівського відділення Національної спілки художників України. Невелика група людей — аматори. Окрему групу становлять майстри, що виготовляють кахлі. Вони працюють сім'ями або групами в ремісничих майстернях. Ремісники продають свої вироби в невеликих крамничках, а самі майстерні побудовані в колишніх господарських будівлях.
В часи незалежності керамічний цех у Косові певний час не працював через відсутні можливості переробки місцевої сировини. Після внесення традиції до списку ЮНЕСКО вдалося замкнути повний цикл виробництва кераміки, доставивши до регіону необхідне обладнання у червні 2022 року.
Проводяться виставки і фестивалі, серед яких найвідомішим є Мальований дзбаник.
Косівський музей Гуцульщини є філією Музею народного мистецтва Гуцульщини та Покуття, що знаходиться в Коломиї, та був заснований у 1969 році. Колекції музею налічують близько п'яти тисяч експонатів: скульптура, кераміка, шкіра та метал, гуцульський одяг і вишивка. У 2020 році музей став переможцем конкурсу, в рамках якого реалізовано проєкт «Інтерактивний музей» — популяризація традиції косівської кераміки шляхом модернізації частини експозиції. Виставку відкрито у 2022 році.
Найбільша колекція гуцульського мистецтва в Польщі знаходиться в Історичному музеї в Сяноку.
Етнографічний музей у Вроцлаві має колекцію гуцульських ремесел, серед якої керамічні посудини ручної роботи в техніці напівмайоліки з характерним декором та насиченими кольорами. Переважна їх більшість походить з першої половини XX століття і включає як ужитковий, так і декоративний посуд: миски, тарілки, блюдця, глечики, пляшки, вази, свічники, підсвічники, ємності для горілки та вина. Деякі посудини позначені кирилицею.

### Визнання нематеріальною культурною спадщиною
У 2008 році Україна приєдналася до Конвенції про охорону нематеріальної культурної спадщини, прийнятої державами-членами ЮНЕСКО у 2003 році.
У 2012 році Косівська кераміка разом з деякими іншими видами мистецтва була номінована до списку нематеріальної культурної спадщини людства, проте схвалення тоді отримав лише Петриківський розпис.
12 лютого 2018 року Міністерство культури затвердило національний перелік елементів нематеріальної культурної спадщини України, до якого ввійшли дев'ять найменувань, у тому числі і традиція Косівської мальованої кераміки (ареал сучасного побутування — Івано-Франківська область).
12 грудня 2019 року Косівську мальовану кераміку внесено до Репрезентативного списку ЮНЕСКО нематеріальної культурної спадщини людства, чим підтверджено безперервність цієї традиції та її активний розвиток у сучасному світі.

## Відомі майстри

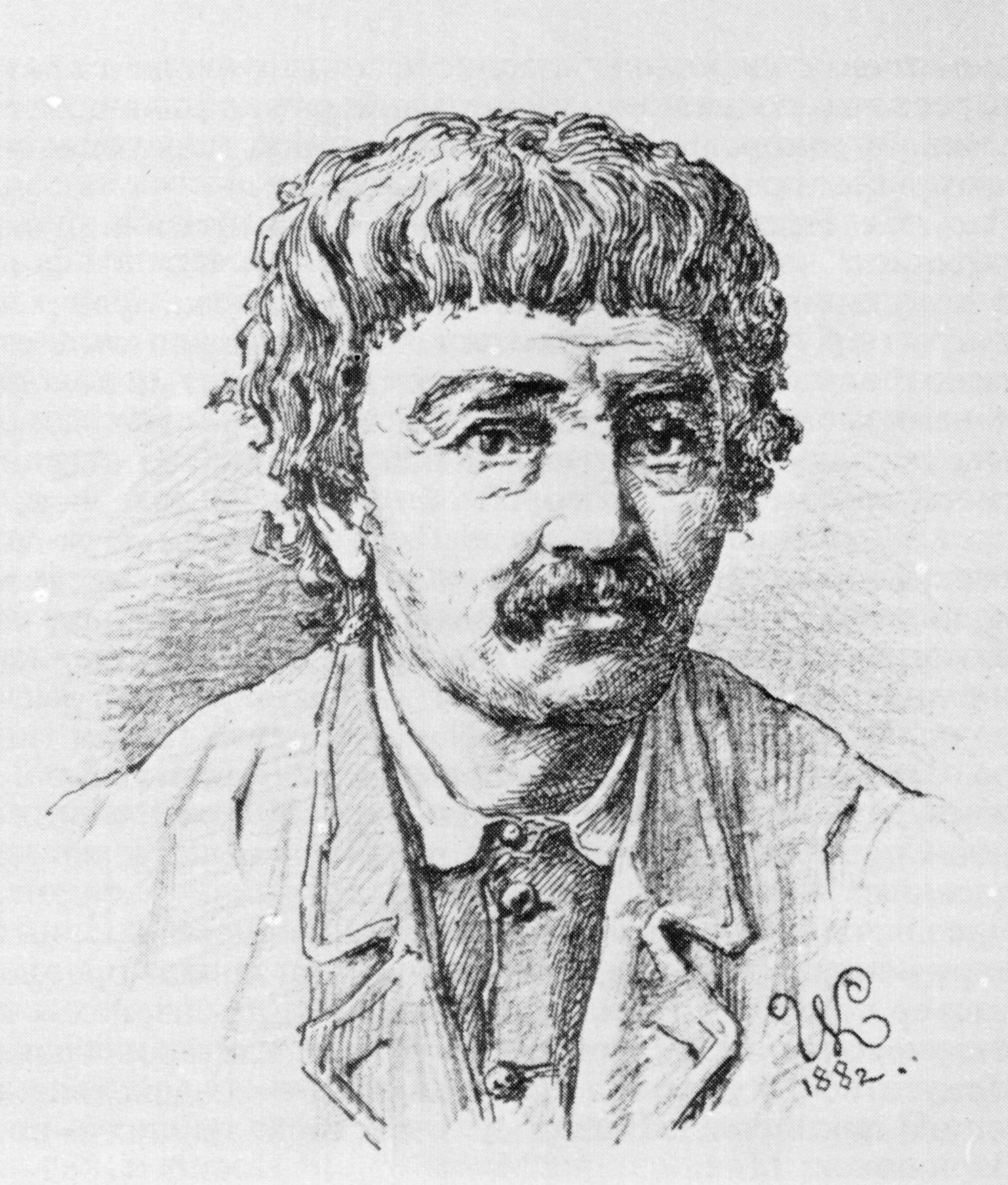
Олекса Бахматюк
Петро Кошак
Павлина Цвілик
Михайло Рощиб'юк

|  | - Петро та Іван, Михайло та Йосип Баранюки - Олекса Бахматюк - Матеуш Ковальський - Левіцький - Ян Тимяк - Петро Кошак - родина Рощиб'юків - Цвілик Павлина Йосипівна - Абашин Василь Олександрович - Тим'як Марія Михайлівна - Й. Урбанський - М. Стадниченко - Йосип та Марина Совіздранюк - Петро Гавришів - Оксана Бейсюк - сім'я Скорецьких - Петро Данчук - Євгенія та Ярослава Зарицькі - Казимир Возняк (працював у Польщі) | - Ігор, Марія-Тереза та Христина Троць - Олександра та Василь Швець - Дмитро Зондюк - сім'я Чорних - Роман та Людмила Якібчук - сім'я Трушик - Марія Гринюк - Валентина Джуранюк - сім'я Гривінських - Ірина Цвілик-Сєрьогіна - Надія Василівна Вербівська - Сергій Дутка - Уляна Шкром'юк - Іванна Козак–Ділета - Григорій Колос - Юрій та Василь Стрипко - Людмила та Ярослав Прокопик - Микола та Лідія Ткач. |

## Галерея

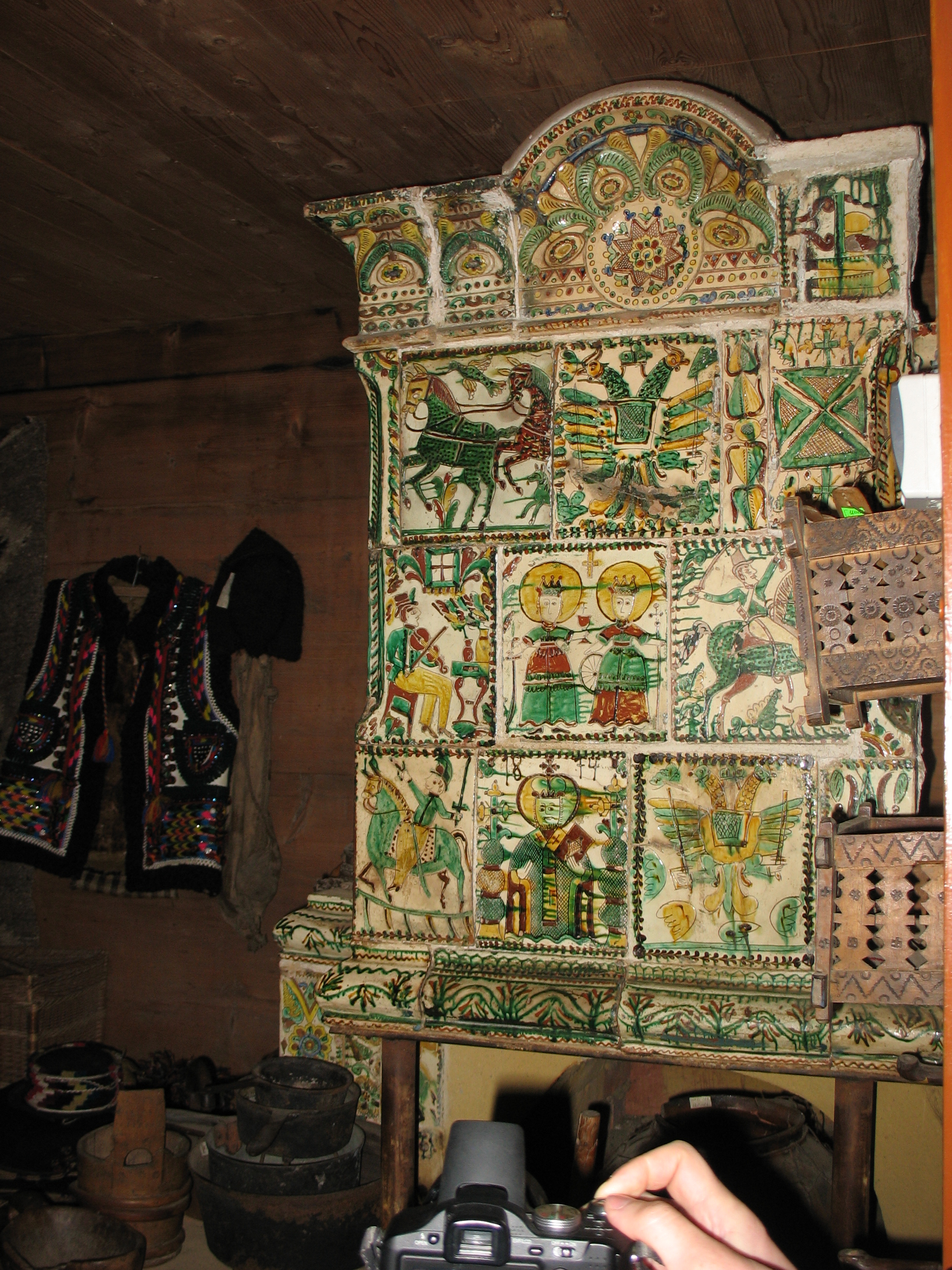
Гуцульська груба, обкладена кахлями 1874 р. Музей Івана Франка в с. Криворівня
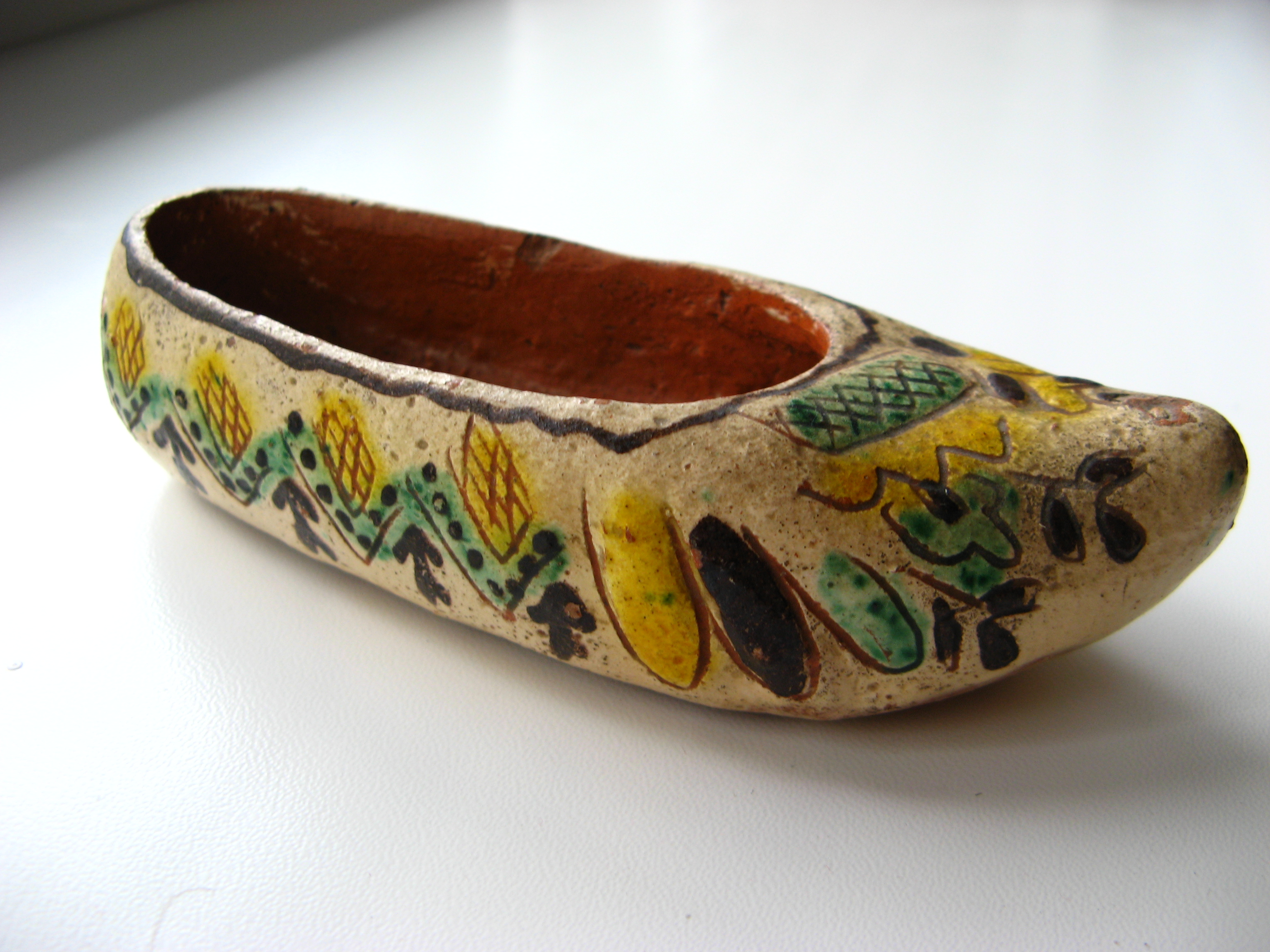
Сувенірний ходак-постолик (кінець 1960-х років)
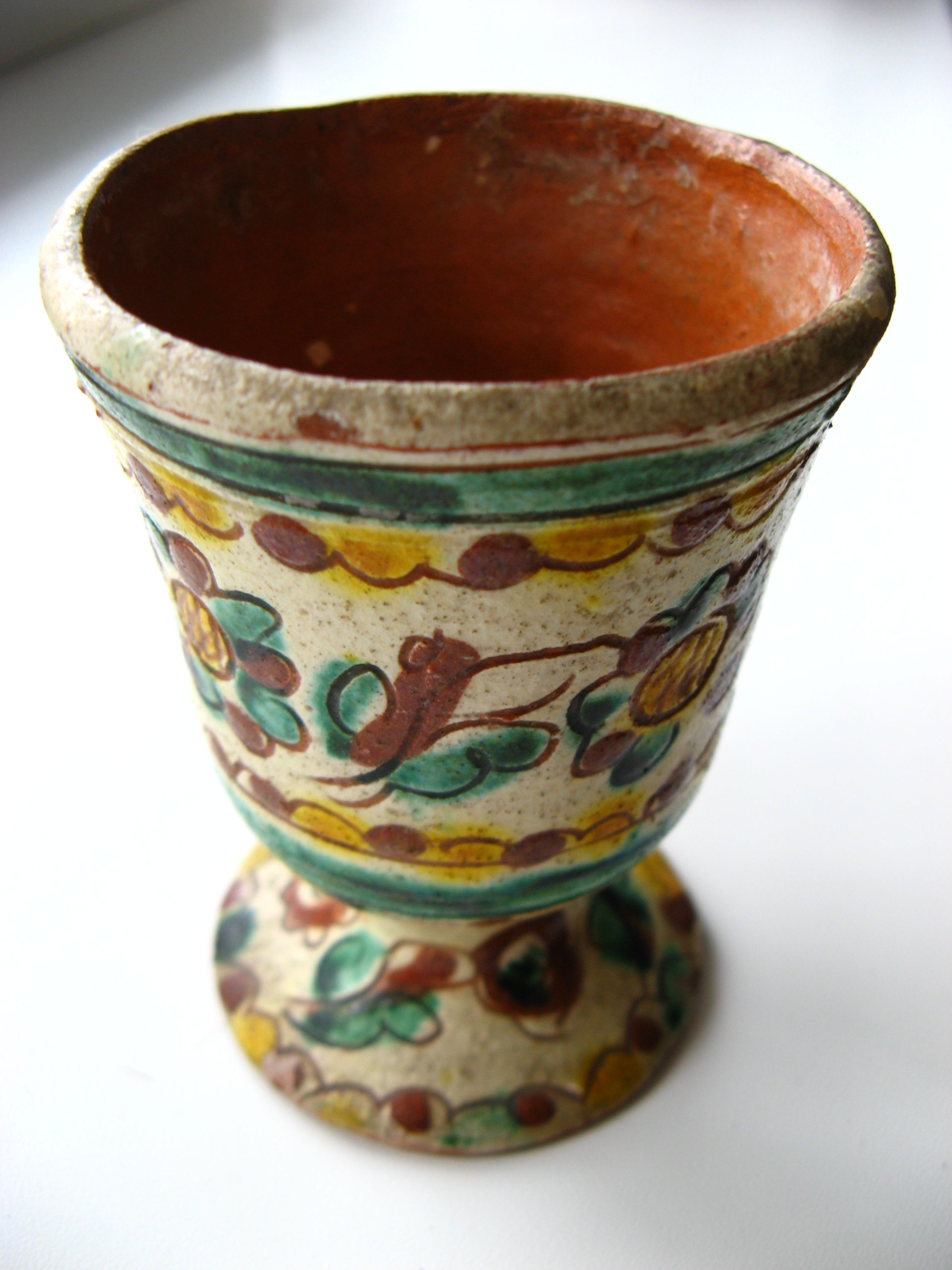
Вазочка-келишок (кінець 1960-х років)
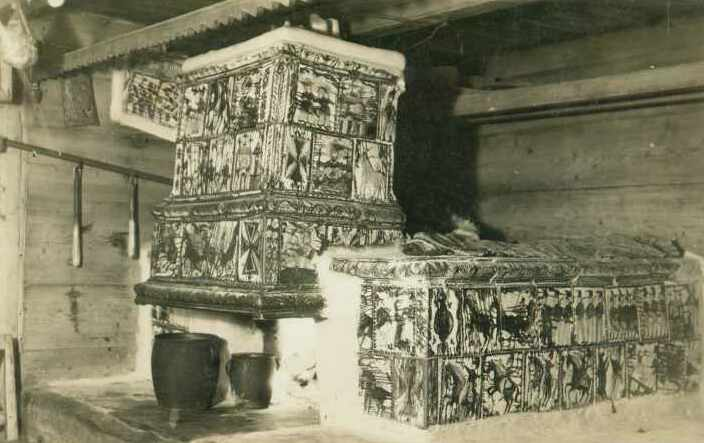
Гуцульський п'єц (піч) початку XX ст.
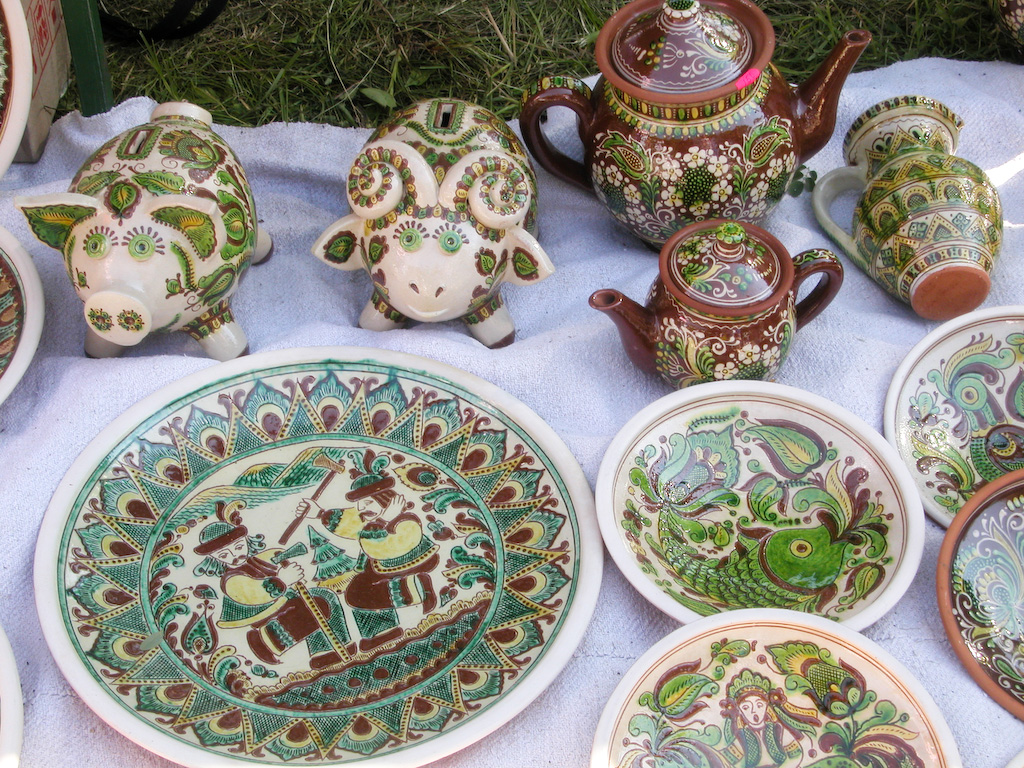
Косівська кераміка. 2007 рік
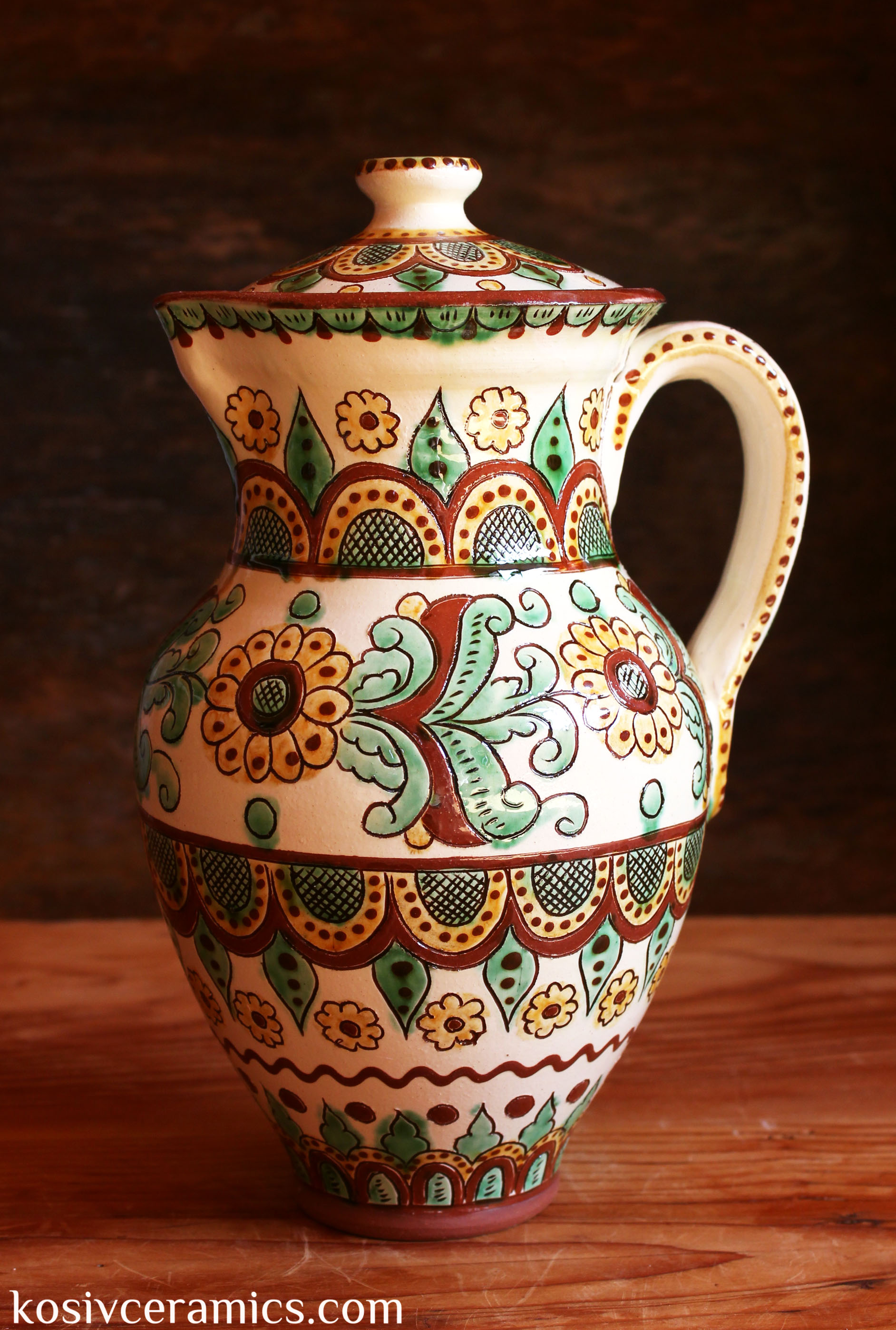
Глечик з кришкою майстерні «Кераміка сім'ї Троць»
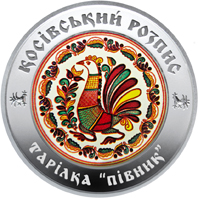
Косівський розпис: срібна монета НБУ 10 гривень. Реверс
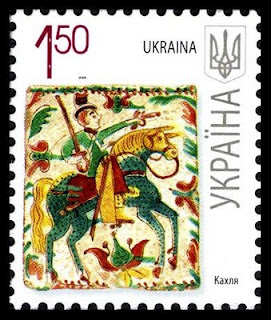
Поштова марка України «Кахля», 2009 рік
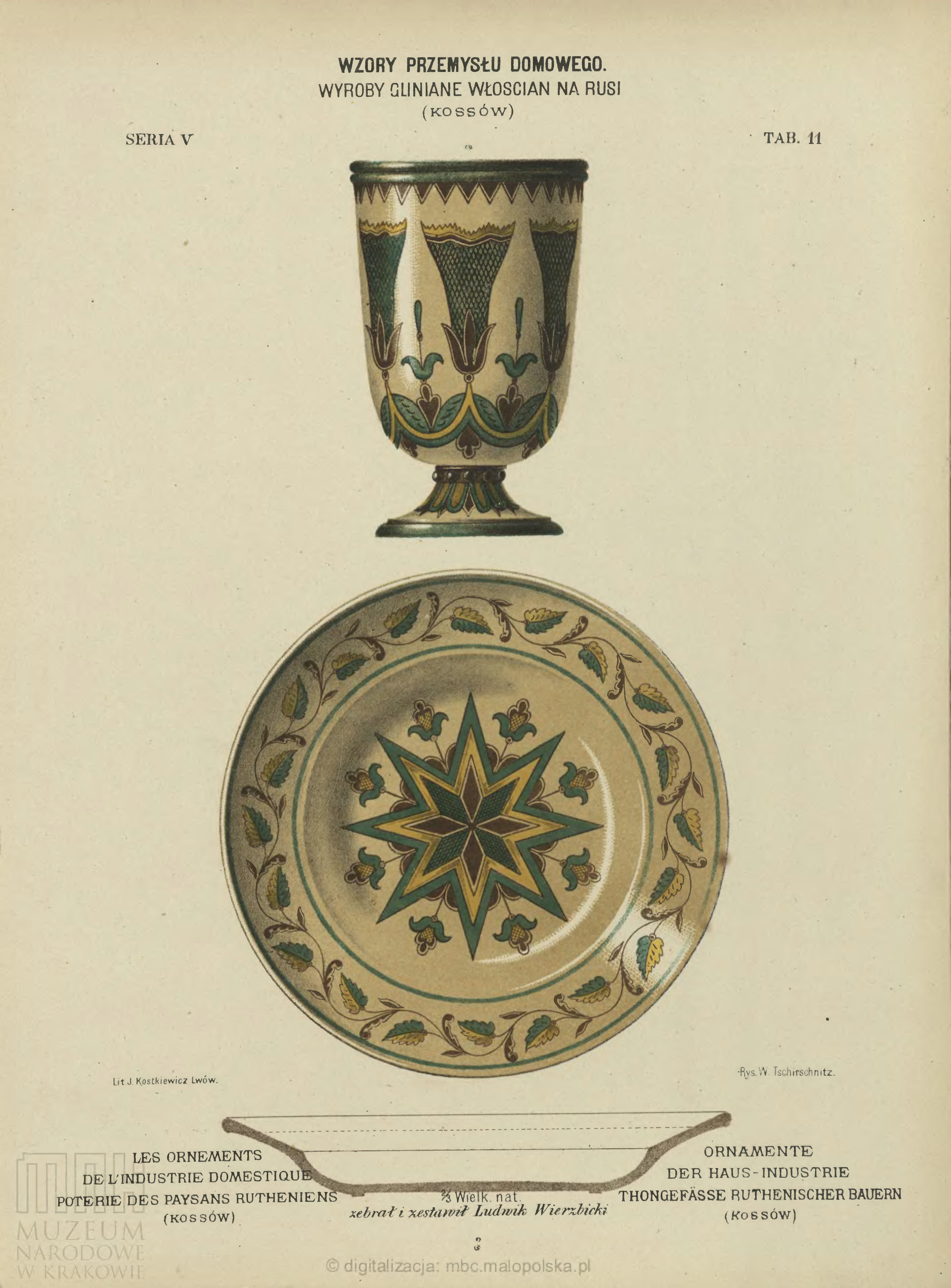
З альбому 1882 р.
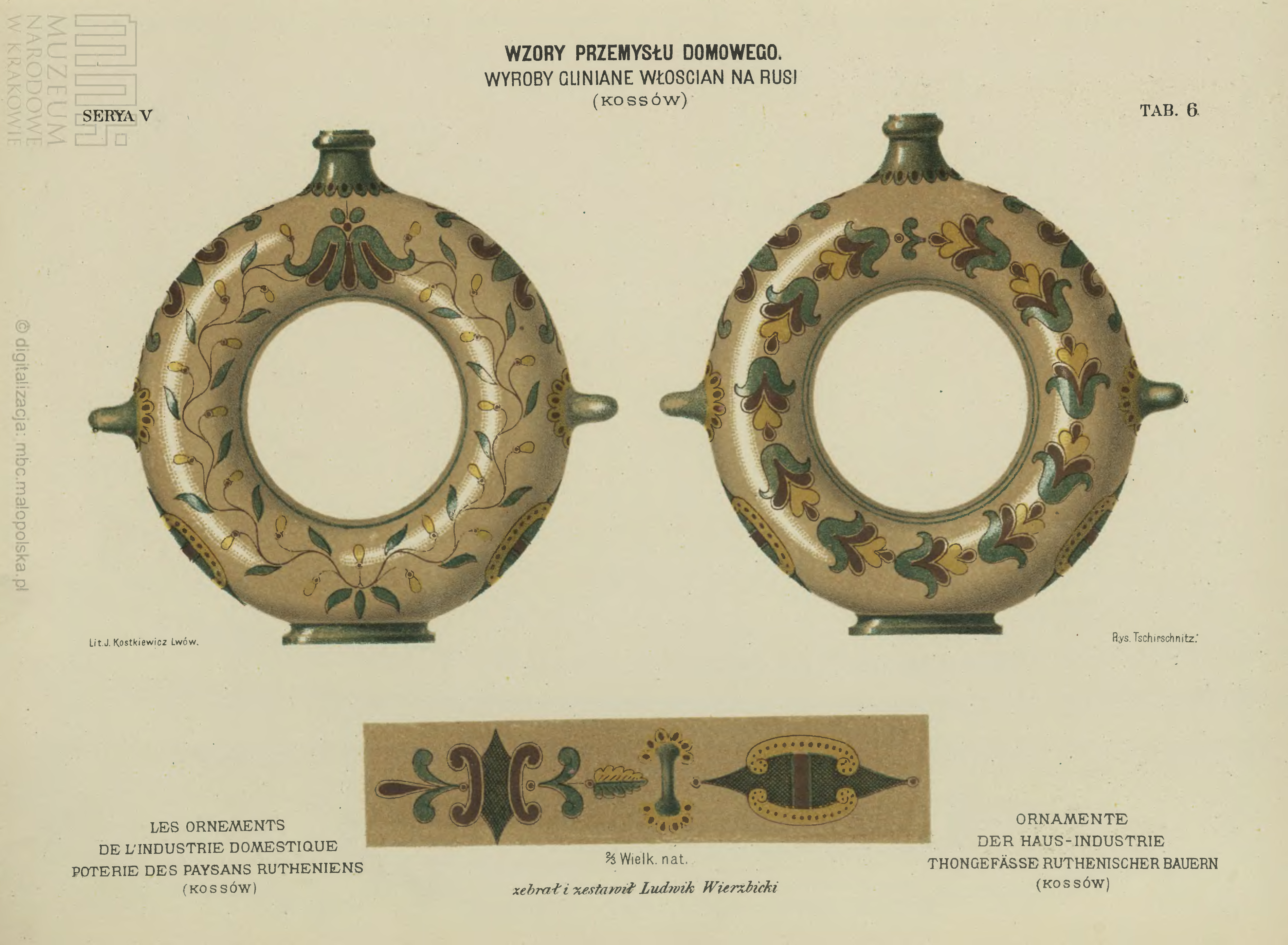
З альбому 1882 р.
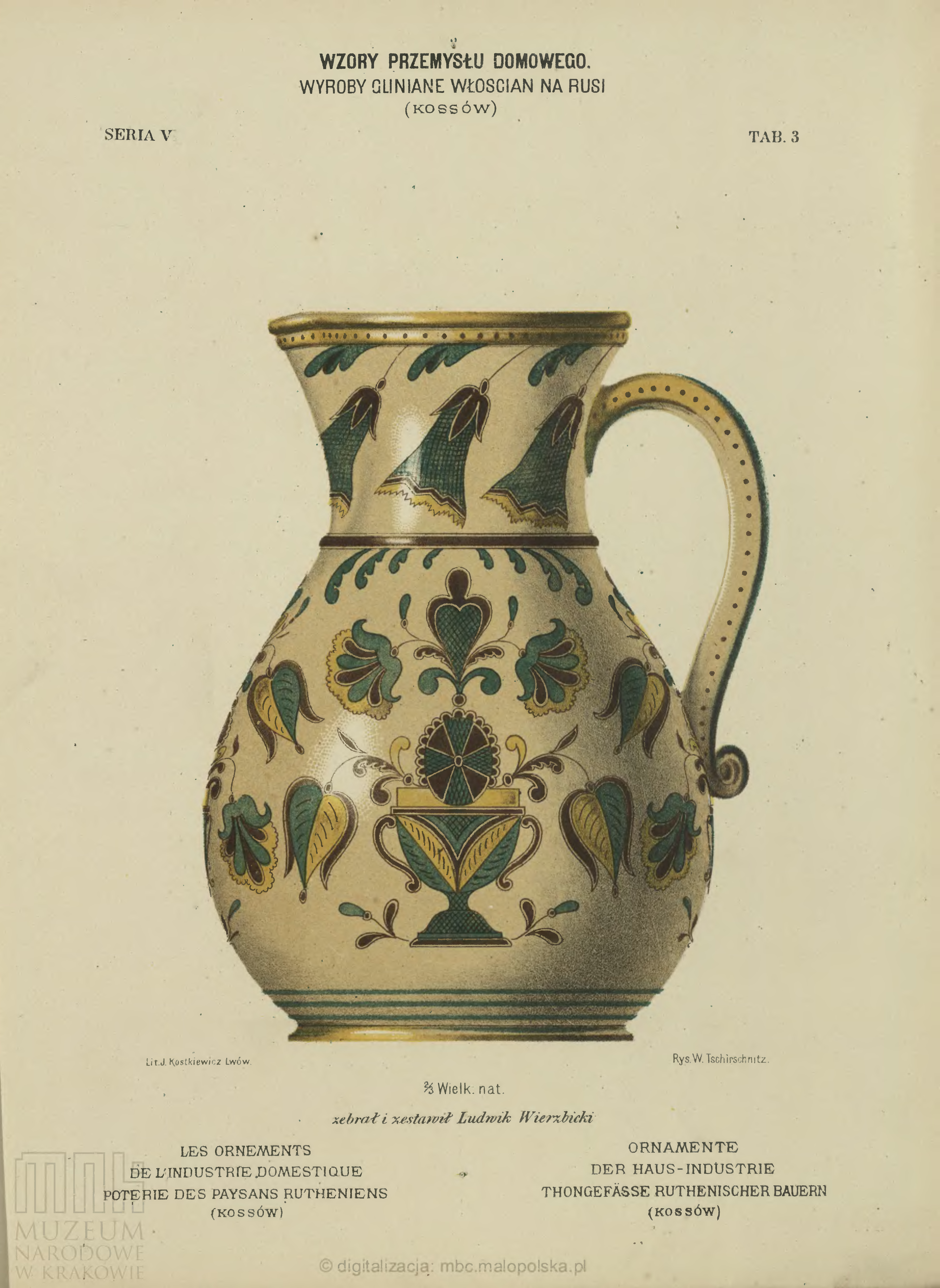
З альбому 1882 р.
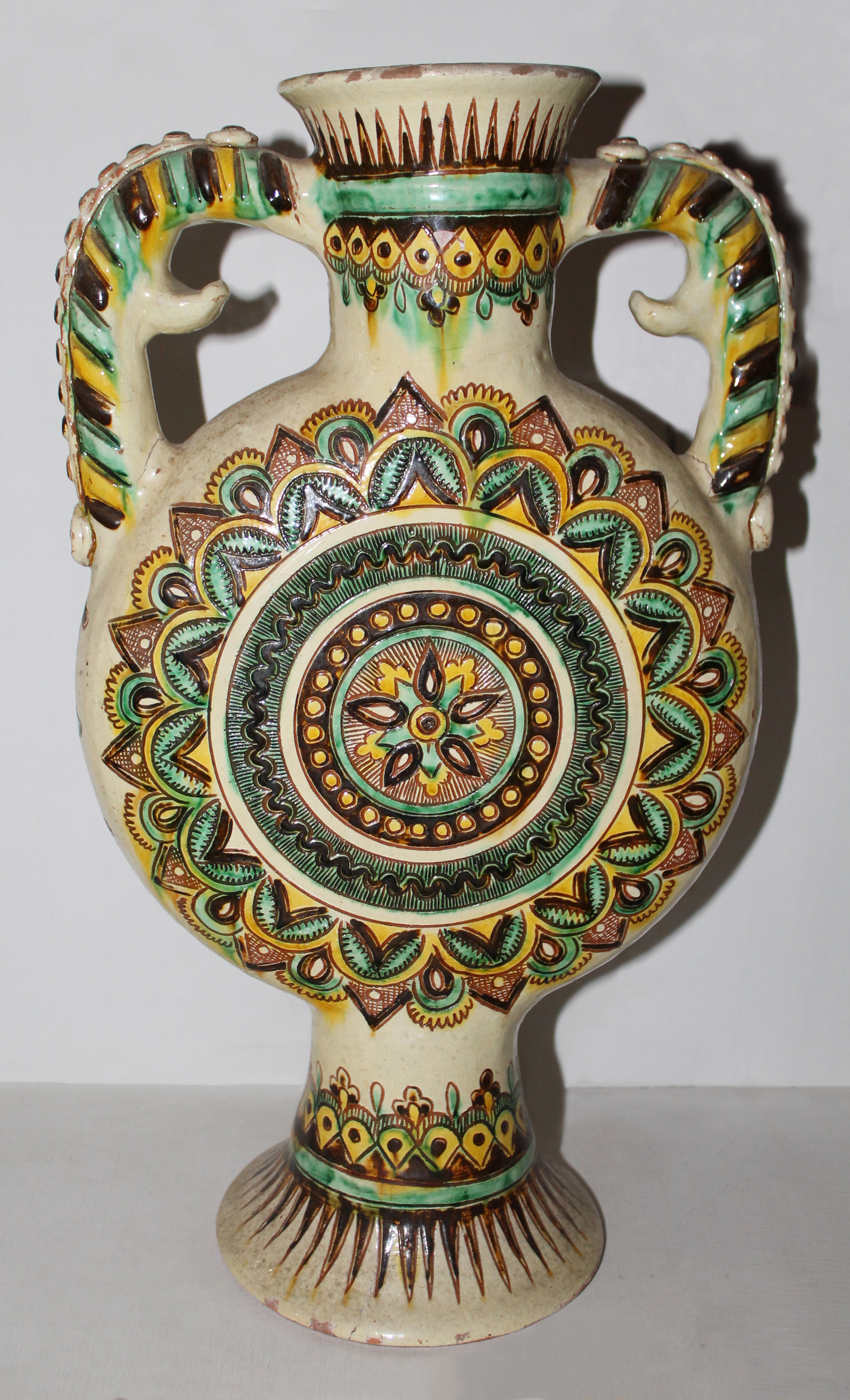
Куманець

### Відео
- Карта Прикарпаття. Косівська Кераміка на YouTube
- Культивація. Косівська кераміка на YouTube
- Косівська кераміка гуцулів на YouTube
- Косівська кераміка ручний розпис на YouTube

### Фейсбук
- Фестиваль «Мальований дзбаник» у місті Косів у соцмережі «Facebook»
- Косівська мальована кераміка від сім'ї Кушнір у соцмережі «Facebook»